# كفر حتى
كفر حتى هي قرية لبنانية من قرى قضاء الكورة في محافظة الشمال.